# 移貫
移貫（いかん）とは、律令制において戸籍を本貫以外の場所に移すことである。

## 概要
律令法では、戸籍上登録された本貫以外の場所への住居の自由な移転を禁じていたが、一定の条件のもとに官の許可を得て移転することが許された。例えば、人口に対して土地が少ない狭郷の住民が土地に余裕がある寛郷に許可を得て移住する場合には本貫ごと住居を移転させることが出来た。また、東国へ移住する者に対する移貫や地方に本貫を持つ官人が都に定着して都（京職の管轄地域）への移貫が認められる事例もあった。こうした手続を取らずに住居を移動した場合には浮浪とみなされて取締の対象とされた。なお、特殊な事例として行政区画の変更に伴って変更地域の住民が移貫されることがあったことが知られている。